# Artemisia I av Karien

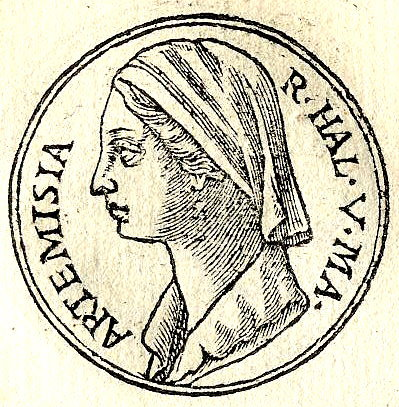
Artemisia från "Promptuarii Iconum Insigniorum "

Artemisia I (klassisk grekiska: Ἀρτεμῑσίᾱ) var regerande drottning i Halikarnassos i Karien i Mindre Asien mellan 484 och 460 f.Kr. Hon är berömd i historien för sitt deltagande i Slaget vid Salamis 480 f.Kr.
Artemisia var dotter till kung Lygdamis I av Halikarnassuos, som grundade Lygdamidernas tyranndynasti cirka 520.  Hennes mor var från Kreta, men hennes namn är okänt.  Artemisia var gift med en till namnet okänd man och fick med honom sonen Pisindelis. När hennes far avled år 484 f.Kr. var Artemisia änka med en ännu inte vuxen son, och hon efterträdde sin far som härskare i tyrannväldet Halikarnassos med titeln drottning.  Som sådan var hon liksom sin far en satrap under persisk överhöghet. 
Som vasall till Perserriket deltog hon i slaget vid Salamis 480 f.Kr., där hon förde befälet över en egen flotta. Hon lär i slaget ha gjort så gott ifrån sig att perserkungen Xerxes I yttrade att hans män kämpat som kvinnor och hans kvinnor som män.
Artemisia regerade ytterligare tjugo år efter Slaget vid Salamis, men inte mycket är känt om hennes återstående liv.  Hon efterträddes vid sin död av sin son Pisindelis.  Efter hennes sonson Lygdamis II:s död 454 f.Kr. avskaffades monarkin och Karien blev en del av Attiska sjöförbundet fram till att  Hekatomnos 395 f.Kr. blev dess monark under persisk överhöghet. 